# Glenognatha nigromaculata
Glenognatha nigromaculata är en spindelart som först beskrevs av Lucien Berland 1933.  Glenognatha nigromaculata ingår i släktet Glenognatha och familjen käkspindlar. Inga underarter finns listade i Catalogue of Life.